# Zoe Dumitrescu-Bușulenga

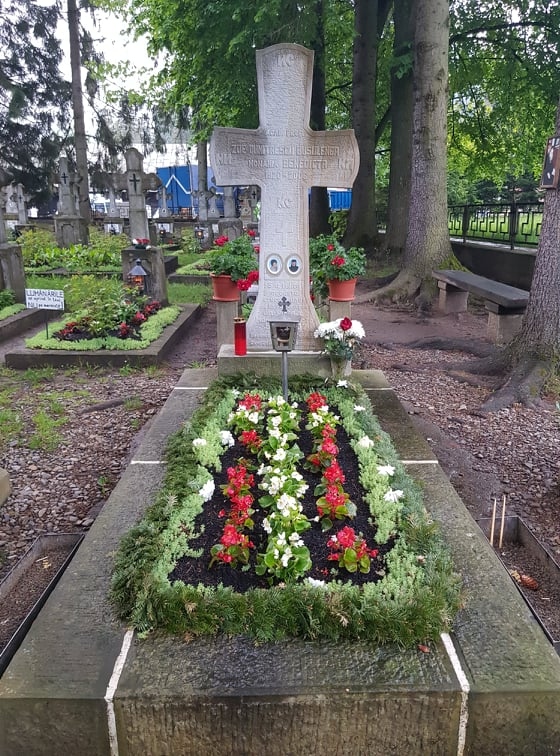
Mormântul Maicii Benedicta - Zoe Dumitrescu Bușulenga la Mănăstirea Putna

Zoe Dumitrescu-Bușulenga (n. 20 august 1920, București – d. 5 mai 2006, Mănăstirea Văratec, Neamț) a fost o personalitate a culturii și politicii din România, fiica lui Nicolae Dumitrescu, jurist, și a Mariei Apostol, filolog. A fost activă în perioada 1947-1989 în calitate de cercetător, critic și istoric literar, eseist, filozof al culturii, pedagog și politician membru al Partidului Comunist Român (PCR) din anul 1966, al Comitetului Central al Partidului Comunist Român (1969-1974), și deputat în Marea Adunare Națională de două ori (1975 - 1980 și 1980 - 1985). A fost, de asemenea, vicepreședintă a Academiei Române și membră a unor importante instituții culturale europene, considerată unul dintre cei mai mari eminescologi ai țării. A fost profesor universitar de literatură universală și comparată și director al Institutului de Istorie și Teorie Literară „George Călinescu”. Bună cunoscătoare și exegetă a Bibliei, după 1989 a ales să se retragă tot mai des într-o chilie a mănăstirii Văratec, călugărindu-se spre sfârșitul vieții sub numele de „Maica Benedicta”. A fost înmormântată în cimitirul Mănăstirii Putna. 

## Studii
- Școala Centrală din București
- Studii muzicale la Conservatorul "Pro-Arte"[11]
- Cursuri de „formare” la Institutul Pedagogic Maxim Gorki din Moscova (1947-1948) unde a fost președintele studenților români din acest institut.
- Studii juridice și filologice (anglo-germanistică, istoria artelor)
- 1970, doctorat cu teza Renașterea - Umanismul - Dialogul artelor

## Opera
Zoe Dumitrescu Bușulenga, comparatist și critic literar de formație anglo-germană, a manifestat preocupări de interdisciplinaritate și de filozofie a culturii. Este autoarea unor lucrări de istorie literară, literatură comparată, istoria culturii, analize stilistice și memorialistică. Își începe cariera traducând din rusește, în 1949, „Poemul pedagogic” al lui Anton Semionovici Makarenko.

### Activitate publicistică
Zoe Dumitrescu Bușulenga a publicat articole în numeroase reviste de specialitate: Manuscriptum, Revista de istorie și teorie literară, România literară, Secolul 20, Synthesis etc. A fost director al Revistei de istorie și teorie literară și al revistei ''Synthesis.

### Opera literară

#### Studii de istorie a culturii
- Ion Creangă, București, Ed. pentru Literatură, 1963
- Eminescu, București, Ed. Tineretului, col. "Oameni de seama", 1964
- Surorile Brontë, 1967
- Sofocle și condiția umană, București, Ed. Albatros, col. "Contemporanul nostru", 1974
- Eminescu - cultură și creație, București, Ed. Eminescu, 1976
- Renașterea, umanismul și destinul artelor, București, Ed. Univers, 1975
- Eminescu și romantismul german, București, Ed. Eminescu, 1986 ed. a II-a, București, Ed. Universal Dalsi, 1999)
- Eminescu. Viață - Creație - Cultură, București, Ed. Eminescu, 1989
- Ștefan Luchian, 1993, (în colaborare)
- Muzică și literatură, (în colaborare cu Iosif Sava), București, Ed. Cartea Românească, 1986 (vol. II, 1987; vol. III, 1994)
- Alte „pagini engleze”, Ed. Universal Dalsi, București, 2001

#### Studii de comparatistică
- Renașterea, umanismul, și dialogul artelor, 1971; ediția a II-a, revăzută și adăugită, 1975
- Valori și echivalențe umanistice, excurs critic și comparatist, București, Ed. Eminescu, col. "Sinteze", 1973
- Itinerarii prin cultură, (culegere de articole grupate în patru capitole: I. Portrete pentru o istorie a culturii române, II. Literaturi străine, III. Miscellanea, IV. Gânduri de umanist), București, Ed. Eminescu, 1982

#### Impresii de călătorie
- Periplu umanistic, 1980, București, Ed. Sport-Turism, 1980 (însemnări eseistice despre Grecia, Italia, Anglia, Suedia, Olanda, Franța)

#### Memorialistică
- Caietul de la Văratec. Convorbiri și cuvinte de folos, Ed. Lumea Credinței, București, 2007

#### Participare în volume colective
- Miorița (ediție îngrijită și prefațată de Zoe Dumitrescu Bușulenga), București, Ed. Albatros, 1972
- Meșterul Manole (ediție îngrijită și prefațată de Zoe Dumitrescu Bușulenga), București, Ed. Albatros, 1976
- Mihai Eminescu - Omagiu (1889-1979), Editura: Filaret, 1979
- Istoria literaturii române. Studii (București, Ed. Academiei Române, 1979), ediție coordonată de Zoe Dumitrescu Bușulenga, care a fost și autoarea unor studii din cuprinsul cărții.
- Antologia poeziei românești, Editura Didactică și Pedagogică, București, 1984
- Cainii noștrii", buletin documentar, Editura Casa Scânteii, București, 1980-1986

#### Ediții prefațate
- Volume ale autorilor: Ioan Alexandru, Hans Christian Andersen, Vasile Băncila, Johannes Becher, János Bencsik, Amita Bhose, Elvira Bogdan, Ion Luca Caragiale, Mircea Cărtărescu, Adelbert von Chamisso, Geoffrey Chaucer, Ion Creangă, A.J.Cronin, Rosa del Conte, Constantin Dobrogeanu-Gherea, Iosif Constantin Drăgan, Charles Drouhet, Mircea Eliade, Mihai Eminescu, Lucreția Filipescu, Antonio Fogazzaro, Johann Wolfgang von Goethe, Nicolae Iorga, Nikos Kazantzakis, Rudyard Kipling, Heinrich von Kleist, George Lăzărescu, Costache Negruzzi, Radu Niculescu, Camil Petrescu, Al. Philippide, Edgar Allan Poe, Armando Palacio Valdes, Sammuel Pepys, Friedrich Schiller, William Shakespeare, Veronica Stanei, Robert Louis Stevenson, I. M. Stefan, Rabindranath Tagore, Elena Teodoreanu, Guyn Thomas, Claude Tillier, Luigi Ugolini, George Uscătescu, Vasile Voiculescu ș.a.
- Cântarea cântărilor (traducere de Ioan Alexandru)
- Bibliografia relațiilor literaturii române cu literaturile străine (lucrare coordonată de Ioan Lupu și Cornelia Ștefănescu)
- Crestomație de literatura română veche (coordonatori: I.C. Chițimia și Stela Toma).
- Nuvele italiene din Renaștere, Editura pentru Literatura Universala, 1964

#### In memoriam
- Omagiu acad. Zoe Dumitrescu-Bușulenga la 80 de ani; Volum îngrijit de Ileana Mihăilă, Ed. Roza Vânturilor, București, 2001
- Să nu pierdem verticala. Interviuri și dialoguri, Editura Nicodim Caligraful, Mănăstirea Putna, 2013
- Zoe Dumitrescu-Bușulenga în conștiința critică a contemporanilor, de Silviu Mihăilă, Editura ASE, 2016
- Zoe Dumitrescu‑Bușulenga – Maica Benedicta - Contemporanii mei portrete, ed. a III-a, Editura Nicodim Caligraful, Mănăstirea Putna, 2019
- Chipuri de lumină la Mănăstirea Văratec - convorbiri cu Fabian Anton, Ed. Vremea, București, 2018
- Maica Benedicta (Zoe Dumitrescu-Bușulenga) – Oameni și întâmplări din Varatecul de altădată, Ed. Vremea, București, 2019

## Cariera profesională
- 1947 - 1948 - Președinte al Comitetului U.N.S.R. de la Institutul Pedagogic „Maxim Gorki“[12]
- 1948 - 1949 - Redactor la Editura de Stat
- Până în 1957, redactor la Editura pentru Literatură și cercetător la Institutul de Istorie și Teorie Literară "George Călinescu"
- 1948 - 1971 - asistent universitar, lector, conferențiar și profesor universitar (din 1971), șef al Catedrei de Literatură Universală și Comparată (din 1975) la Universitatea din București
- Din 1973, director al Institutului de Istorie și Teorie Literară "George Călinescu" din București
- Visiting Professor la Universitatea din Amsterdam (1972)[13]
- Membru corespondent al Academiei Române - 1 martie 1974
- Membru titular al Academiei Române - 22 ianuarie 1990
- Vicepreședintele Academiei Române (2 februarie 1990 - 18 februarie 1994)
- Președinte al Secției de Filologie și Literatură a Academiei Române
- Director al Școlii Române din Roma - (1991-1997)
- Membră în Comitetul Executiv al Asociației Internaționale de Literatură Comparată (1973-1979)
- Membră a Academiei de Științe și Studii Europene din Franța
- Membră a Academia Europaea din Londra (1993).

## Premii și distincții
- Premiul special al Uniunii Scriitorilor din România (1986, 1989)
- Premiul Herder (1988)[14]
- Premiul Adelaide Ristori (1993)
- Ordinul „Meritul Cultural” clasa a II-a (4 mai 1971) „cu prilejul aniversării a 50 de ani de la constituirea Partidului Comunist Român, [...] pentru merite deosebite în opera de construire a socialismului”[15]
- Ordine al Merito della Repubblica Italiana în grad de Comandor (1978) și în grad de "Grande Ufficiale" (1996)[16]
- Ordinul bulgar Sf. Metodiu și Chiril (1977)
- Ordinul național Pentru Merit[17], în grad de Ofițer (2003)